# NGC 4421
NGC 4421 ist eine linsenförmige Galaxie vom Typ SB0-a im Sternbild Haar der Berenike. Sie ist schätzungsweise 69 Millionen Lichtjahre von der Milchstraße entfernt.
Die Galaxie wurde am 21. März 1784 von Wilhelm Herschel entdeckt.